# Saint-Bon-Tarentaise
Saint-Bon-Tarentaise, of ook wel Saint-Bon-Courchevel, is een plaats en voormalige gemeente in het Franse departement Savoie in de regio Auvergne-Rhône-Alpes. De plaats maakt deel uit van het arrondissement Albertville. De gemeente fuseerde op 1 januari 2017 met de gemeente La Perrière tot de commune nouvelle Courchevel.

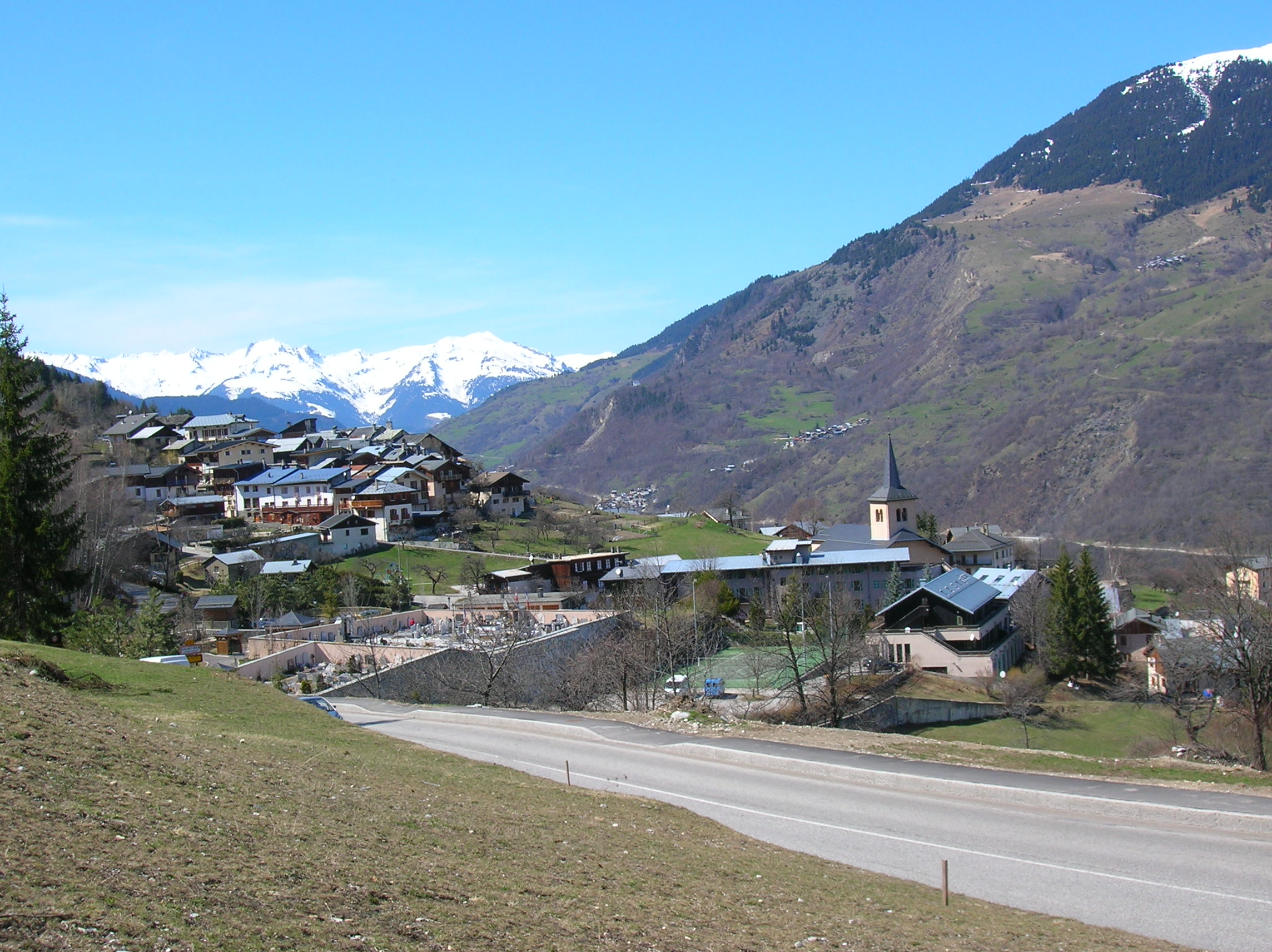
Saint-Bon
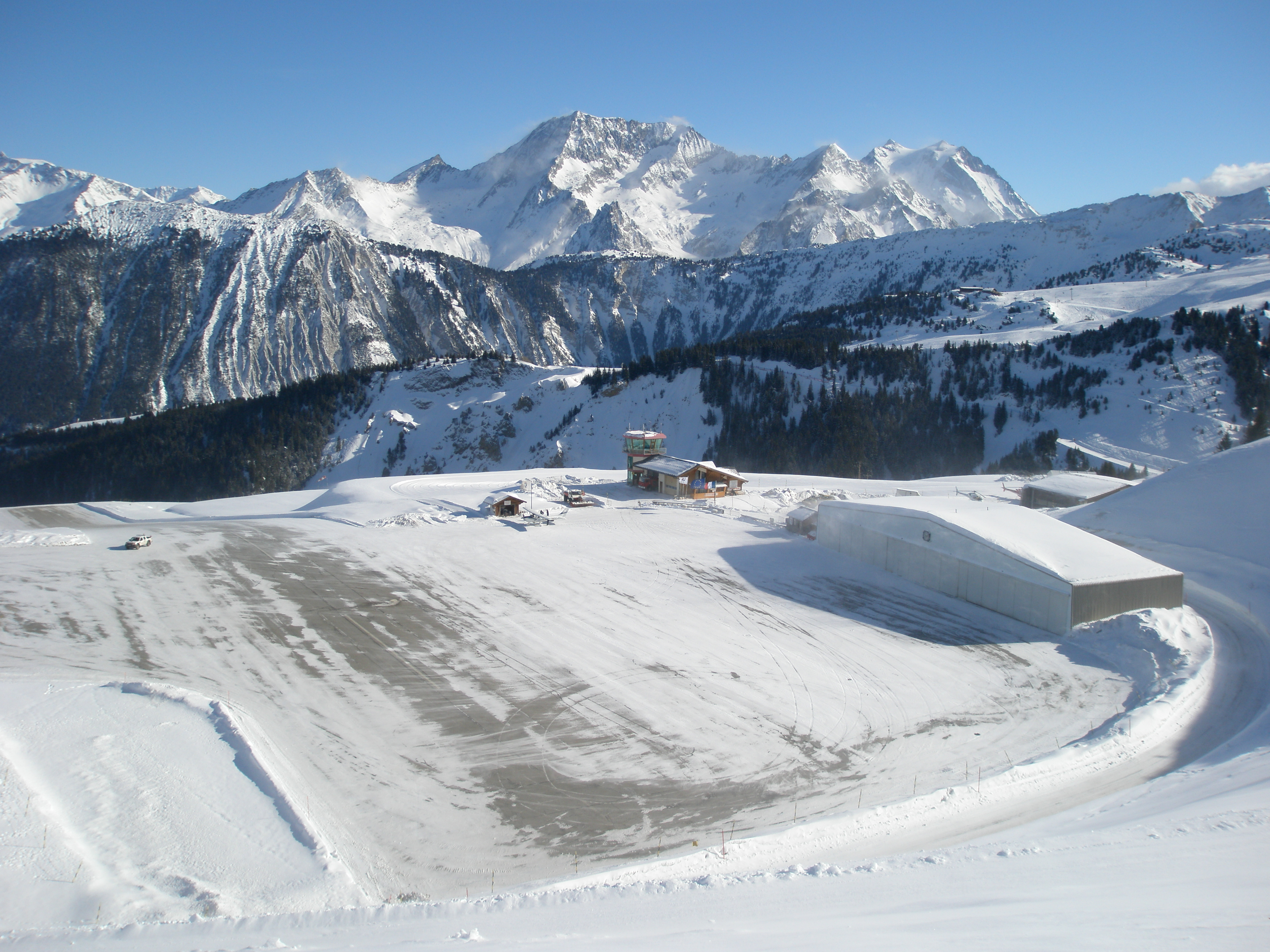
Altiport Courchevel

## Geografie
De oppervlakte van Saint-Bon-Tarentaise bedraagt 59,7 km², de bevolkingsdichtheid is 31,0 inwoners per km².
De onderstaande kaart toont de ligging van Saint-Bon-Tarentaise met de belangrijkste infrastructuur en aangrenzende gemeenten.

## Demografie
Onderstaande figuur toont het verloop van het inwonertal (bron: INSEE-tellingen).